# Хюга-Нада
Хюга-Нада (яп. 日向灘 хю:га-нада) — море в составе Тихого океана (Филиппинского моря), лежащее у восточного побережья Кюсю (префектура Миядзаки).
Через Хюга-нада проходит тёплое течение Куросио, кроме того существует прибрежное течение, текущее на юг.
Для северной части моря характерно побережье типа риас, для южной — скалистый высокий берег, в центральной части есть песчаные пляжи. Континентальный шельф имеет ширину 20-30 км.
Две зоны прибрежных воды моря площадью 101 км² и 203 км² считаются экологически или биологически значимыми морскими зонами (生物多様性の観点から重要度の高い海域), отличаются высоким биоразнообразием и находятся под охраной как место гнездования морских черепах Caretta caretta и как характерное побережье типа риас.
В районе Хюга-Нада часто происходят землетрясения, очередное землетрясение интенсивностью 6,6 баллов произошло 22 января 2022 года.
В Хюга-Нада впадают реки первого класса Гокасе, Оёдо и Омару.